# Pionidia albicilia
Pionidia albicilia är en fjärilsart som beskrevs av George Francis Hampson 1897. Pionidia albicilia ingår i släktet Pionidia och familjen mott. Inga underarter finns listade i Catalogue of Life.